# Белобог
Белбог у митологији Западних и Балтичких Словена бог светлост, успеха и среће. У усменом предању се помиње под именом Бјелун. Замишљан је као старац седе браде обучен у бело, а појављује се само дању да би људима чинио доброчинства и помагао им у свакој невољи. Белобогу, као креативној позитивној снази, супротстављен је Црнобог, као деструктивна сила.